# Luis Rodríguez Figueroa
Luis Rodríguez Figueroa (Puerto de la Cruz, Tenerife, 1875 - al mar, octubre de 1936) va ser un escriptor i polític canari. Va estudiar Dret en la Universitat de Granada, exercint com a advocat a la seva illa natal.
Va començar escrivint en revistes literàries i periòdics de l'arxipèlag com Hespérides, Gente Nueva i La Prensa, utilitzant a vegades el pseudònim de Guillón Barrús. Funda al costat de Ildefonso Maffiotte la revista Castalia. Va ser també membre de l'Ateneu de La Laguna.
La seva primera novel·la El cacique, escrita en 1898 i publicada en 1901, és una denúncia del caciquisme i de les oligarquies que dominaven l'Arxipèlag. En 1915 escriu la novel·la Mea culpa junt amb Domingo Cabrera Cruz, Diego Crosa, Ramón Gil Roldán, Ildefonso Maffiotte, Leoncio Rodríguez i Manuel Verdugo entre d'altres. També és autor d'obres poèticas com Preludios (1898), Venus Adorata (1902), El Mencey de la Arautapala (1919), Mazir (1925) i Banderas de la democracia (1935).
En la seva llarga vida política en les files del republicanisme va exercir els següents càrrecs: regidor de l'Ajuntament del Puerto de la Cruz entre 1912 i 1915, del de Santa Cruz de Tenerife en 1920-1922, conseller del Cabildo en 1919 i diputat a Corts pel Front Popular (representant a Izquierda Republicana) després de les eleccions de febrer de 1936. En 1929 es va unir a les files del Partit Radical Socialista i es va integrar en 1934 en la formació encapçalada per Manuel Azaña, Izquierda Republicana.
D'idees republicanes evolucionarà cap a posicions més esquerranes. Va participar com a advocat dels processaments dels "successos d'Hermigua" del 23 de març de 1933 (que van enfrontar als camperols amb la guàrdia civil). A les eleccions de febrer de 1936 serà elegit diputat. A causa del seu activisme polític, resultava una persona incòmoda per als grups de poder de l'illa, per la qual cosa a l'inici de la Guerra Civil espanyola després del cop militar franquista va ser detingut i assassinat en el mar a la fi d'octubre de 1936.